# Пъстроок
Пъстроок (на турски: Alagözler, Алагьозлер) е село в Южна България. То се намира в община Ивайловград, област Хасково.

## География
Село Пъстроок се намира в хълмист район, на надморска височина от около 425 м и заема площ от 6,6 кв. км. Разположено е на около 90 км югоизточно от областния център Хасково и на 24 км югозападно от Ивайловград.

## Име
Името на селото е превод от първоначалното му име Алагьозлер (от тур. „ala“ (пъстър, шарен) и „göz“ (око) + наставката за мн. ч. -ler, букв. „хора с пъстри очи“). Преименувано е с Министерска заповед 2820 от 14. VIII. 1934.